# 費耶特維爾鎮區 (阿肯色州華盛頓縣)
費耶特維爾鎮區（英語：Fayetteville Township）是位於美國阿肯色州華盛頓縣的一個行政鎮區。

## 地方資料
費耶特維爾鎮區的面積為143.09平方千米，當中陸地面積為139.47平方千米，而水域面積為3.62平方千米。根據2010年美國人口普查的數據，當地共有人口73580人，而人口密度為每平方千米514.22人。